# Ipitangas (Saquarema)
Ipitangas é um bairro do município de Saquarema, no estado do Rio de Janeiro, no Brasil. Está situado no distrito de Bacaxá, fazendo divisa com a cidade de Araruama. Boa parte do Parque Estadual da Costa do Sol está dentro do bairro Ipitangas.

## Topônimo
"Ipitangas" é um termo de origem tupi que significa "Águas Vermelhas", através da junção dos termos `Y ("água, rio") e pyrang ("vermelho"), justamente o nome da lagoa que se encontra neste mesmo bairro, a Lagoa Vermelha.